# Pohreby (obwód połtawski)
Pohreby (ukr. Погреби) – wieś na Ukrainie, w obwodzie połtawskim, w rejonie hłobynskim, nad Suchym Kahamłykiem. W 2001 roku liczyła 1969 mieszkańców.